# Mastinomorphus minutus
Mastinomorphus minutus är en skalbaggsart som beskrevs av Wittmer 1976. Mastinomorphus minutus ingår i släktet Mastinomorphus och familjen Phengodidae. Inga underarter finns listade i Catalogue of Life.